# Misumenops varius
Misumenops varius là một loài nhện trong họ Thomisidae.
Loài này thuộc chi Misumenops. Misumenops varius được Eugen von Keyserling miêu tả năm 1880.